# Bet Jehoszua
Bet Jehoszua (hebr. בית יהושע) – moszaw położony w Samorządzie Regionu Chof ha-Szaron, w Dystrykcie Centralnym, w Izraelu.

## Położenie
Leży na równinie Szaron w odległości 4 km na południowy wschód od miasta Netanja, w otoczeniu moszawów Udim i Kefar Netter, kibuców Tel Jicchak i Jakum, oraz miasteczka Ewen Jehuda.

## Historia
Moszaw został założony 17 sierpnia 1938 przez członków żydowskiego ruchu Akiwa. Była to wówczas obronna osada rolnicza, z palisadą i wieżą obronną. Nazwana na cześć polskiego rabina, działacza syjonistycznego, socjologa, posła na Sejm Ustawodawczy i następnie Sejm II RP I, II i III kadencji Ozjasza Thona
12 czerwca 2006 przy moszawie doszło do zderzenia się pociągu pasażerskiego z ciężarówką, w wyniku czego wykoleiła się lokomotywa i kilka wagonów. W wypadku zginęło 5 osób, a 80 zostało rannych. Wojskowe śmigłowce ewakuowały rannych do szpitali. Po tym wypadku podjęto decyzję o wybudowaniu wiaduktu nad torami kolejowymi, aby w ten sposób zlikwidować niebezpieczny przejazd kolejowy

## Turystyka
Od 1986 w moszawie działa ośrodek terapii przez jeździectwo The Therapeutic Riding Club. W ośrodku przeprowadza się około 700 zajęć miesięcznie, w których uczestniczy ponad 350 osób. Terapie z udziałem koni są pomocne w zajęciach rehabilitacji ruchowej oraz w leczeniu różnych zaburzeń emocjonalnych lub psychicznych.

## Gospodarka
Gospodarka moszawu opiera się na intensywnym rolnictwie.

## Komunikacja
Przez moszaw przebiega droga nr 5611, którą jadąc na północ dojeżdża się do moszawu Kefar Netter, a jadąc na południe dojeżdża się do drogi nr 553, która biegnie po obrzeżach moszawu. Jadąc nią na północny zachód dojeżdża się do moszawu Udim, miasta Netanja oraz węzła drogowego z autostradą nr 2, natomiast jadąc drogą nr 553 w kierunku wschodnim dojeżdża się do kibucu Tel Jicchak, miasteczka Ewen Jehuda oraz skrzyżowania z drogą ekspresową nr 4.
W zachodniej części moszawu jest stacja kolejowa Bet Jehoszua. Pociągi z Bet Jehoszua jadą do Binjamina-Giwat Ada, Netanji, Tel Awiwu, Lod, Rechowot i Aszkelonu.